# Leptocera spinitarsata
Leptocera spinitarsata är en tvåvingeart som beskrevs av Papp 1973. Leptocera spinitarsata ingår i släktet Leptocera och familjen hoppflugor. Inga underarter finns listade i Catalogue of Life.